# Flinders University

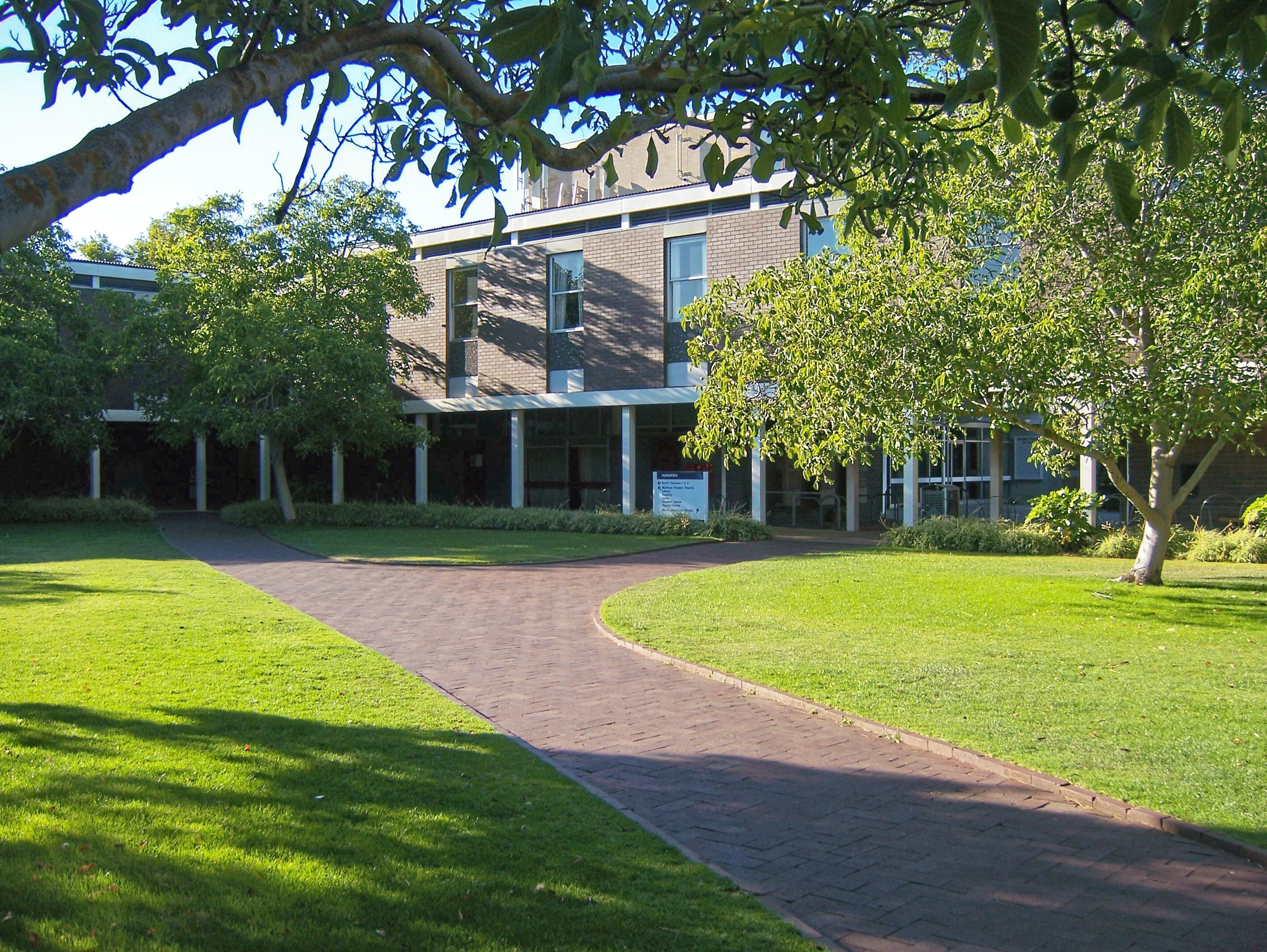
Humanities Building

Flinders University är ett australiskt delstatligt universitet, som grundades 1966 och som ligger i Adelaide i South Australia. Dess huvudcampus finns i Bedford Park omkring 12 kilometer söder om stadscentrum, och ett andra campus finns i förorten Tonsley. Lokaler finns också vid Victoria Square i stadens centrum.
Flinders University har sitt namn efter den brittiska upptäcktsresanden Matthew Flinders, som 1802 utforskade södra Australiens kust. År 1966 beslöt delstaten att det skulle bli ett självständigt universitet.
Universitet har sex fakulteter:
- Företagsekonomi, statskunskap och juridik
- Utbildning, psykologi och socialt arbete
- Humaniora, konst och socialvetenskap
- Medicin och folkhälsa
- Naturvetenskap och teknologi

## Historik
Planeringen av det som nu är Flinders University påbörjades 1961 som en utvidgning av University of Adelaide med ett andra campus i Bedford Park. År 1964 togs ett politiskt beslut om att etablerara detta som ett självständigt universitet. En medicinsk fakultet öppnades 1974 tillsammans medel med fakulteten integrerat uppfört universitetssjukhusuni
Beslut om att inrätta en teknologisk fakultet togs 1991. År 1991 slogs Flinders University också samman med närbelägna Sturt Campus på det tidigare South Australian College of Advanced Education.